# پلی‌بوی بانی

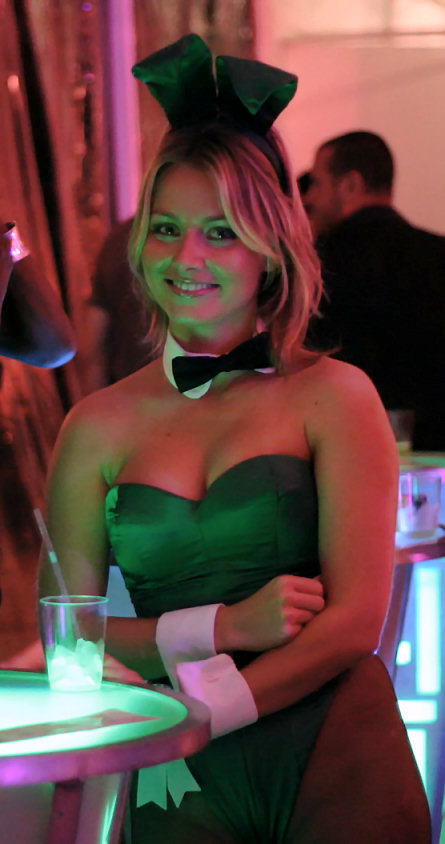
پلی‌بوی بانی، مارکتا یانسکا، در Karma Foundation Inaugural Gala میزبانی‌شده در عمارت پلی‌بوی، اکتبر ۲۰۰۵

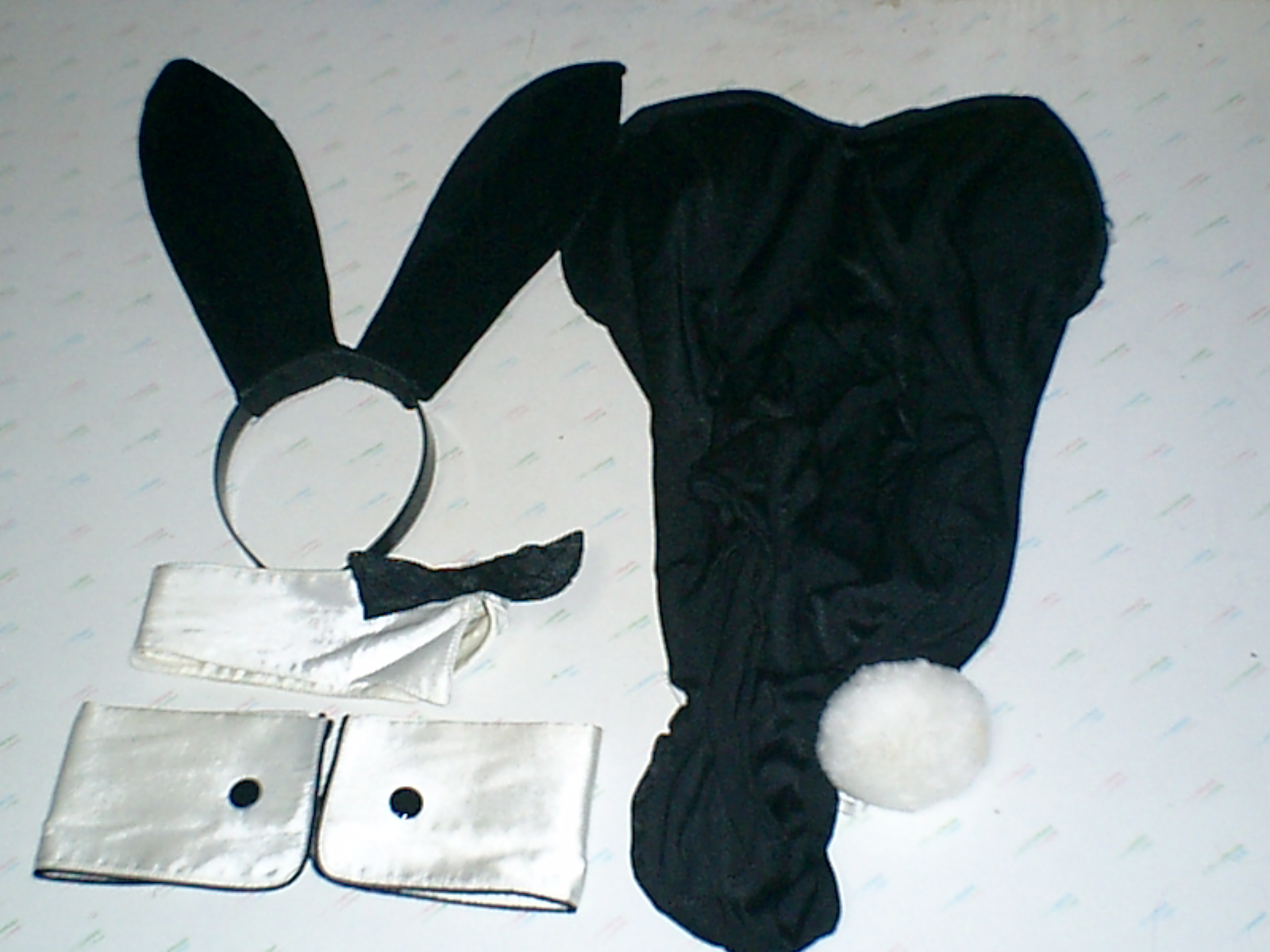
ست لباس پلی بوی بانی

پلی‌بوی بانی (به انگلیسی: Playboy Bunny)، به معنای خرگوش پلی‌بوی، نام پیشخدمت‌هایی است که در کلوب پلی‌بوی کار می‌کنند. کلوب‌های پلی‌بوی در اصل در فاصلهٔ بین سال‌های ۱۹۶۰ تا ۱۹۸۸ باز بودند. این کلوب مجدداً در یک منطقه در هتل پالمز در لاس وگاس در سال ۲۰۰۶ باز شد. پیشخدمت‌های این کلاب لباسی را می‌پوشند که از خرگوش تاکسیدوپوش پلی‌بوی (نماد پلی‌بوی) الهام گرفته شده بود. این لباس شامل یک شکم‌بند زنانه، گوش‌های خرگوشی، یک گردن‌بند، دست‌بند و یک دم خرگوشی کرکی بود.